# Retfærdighedens ryttere
Retfærdighedens ryttere er en dansk spillefilm fra 2020 instrueret af Anders Thomas Jensen efter eget manuskript.

## Handling
Den udstationerede militærmand Markus må tage hjem til sin teenagedatter Mathilde, da hans kone dør i en tragisk togulykke. Det ligner en tilfældighed, indtil matematiknørden Otto dukker op med sine to excentriske kollegaer, Lennart og Emmenthaler. Otto var selv passager på det forulykkede tog og er overbevist om, nogen må stå bag. Som indicierne hober sig op, står det klart for Markus, at det måske var et nøje orkestreret attentat, som hans kone tilfældigt blev offer for …

## Medvirkende
- Mads Mikkelsen, Markus
- Nikolaj Lie Kaas, Otto
- Lars Brygmann, Lennart
- Nicolas Bro, Emmenthaler
- Andrea Heick Gadeberg, Mathilde
- Gustav Lindh, Bodashka
- Roland Møller, Kurt
- Omar Shargawi, Palle Olesen/Aharon Nahas Shadid

## Musik
Morgensalmen Se, nu stiger solen af havets skød indgår i filmen.

## Modtagelse
| Anmeldernes vurdering | Anmeldernes vurdering |
| Kilde                 | Vurdering             |
| --------------------- | --------------------- |
| Berlingske            | [ 3 ] [ 4 ]           |
| BT                    | [ 3 ] [ 4 ]           |
| Dagbladet Børsen      | [ 4 ] [ 5 ]           |
| Ekko                  | [ 6 ]                 |
| Ekstra Bladet         | [ 3 ] [ 4 ]           |
| Filmland på P1        | [ 3 ] [ 4 ]           |
| Jyllands-Posten       | [ 3 ] [ 4 ]           |
| Kristeligt Dagblad    | [ 4 ]                 |
| Politiken             | [ 3 ] [ 4 ]           |
| Soundvenue            | [ 3 ] [ 4 ]           |

Retfærdighedens ryttere fik stor ros af det danske anmelderkorps.
En bred vifte af danske dagblade gav filmen 5 ud af 6 stjerner, mens Børsen var helt oppe på 6 stjerner.
I december 2020 blev det annonceret at Retfærdighedens ryttere ville åbne den 50. udgave af Rotterdams Filmfestival i 2021.